# Восточнотюркские языки
Восточнотю́ркские (восточноху́ннские) языки — ветвь тюркских языков. У Н. А. Баскакова данный таксон выделяется в противоположность западнотюркской (западнохуннской) ветви.

## Состав
| Прототюркский язык | Восточнотюркская ветвь | Уйгурская группа            | Саянская подгруппа               | Древние: 1) древнекыргызский язык орхонских надписей (= тюкюэ); 2) древнеуйгурский; Современные: 3) тувинский (= урянхайский, сойотский, сойонский); 4) карагасский (= тофа) | Древние: 1) древнекыргызский язык орхонских надписей (= тюкюэ); 2) древнеуйгурский; Современные: 3) тувинский (= урянхайский, сойотский, сойонский); 4) карагасский (= тофа) |
| Прототюркский язык | Восточнотюркская ветвь | Уйгурская группа            | Якутская подгруппа               | 1) якутский (с долганским) | 1) якутский (с долганским) |
| Прототюркский язык | Восточнотюркская ветвь | Уйгурская группа            | Хакасская (кыргызская) подгруппа | 1) хакасский (со всеми диалектами); 2) камасинский; 3) кюэрикский; 4) шорский; 5) северные диалекты алтайского языка (туба, шалканду, куманды); 6) сары-югурский             | 1) хакасский (со всеми диалектами); 2) камасинский; 3) кюэрикский; 4) шорский; 5) северные диалекты алтайского языка (туба, шалканду, куманды); 6) сары-югурский             |
| Прототюркский язык | Восточнотюркская ветвь | Киргизско-кыпчакская группа |                                  | 1) кыргызский; 2) алтайский (алтайский, телеутский, теленгитский диалекты)                                                                                                   | 1) кыргызский; 2) алтайский (алтайский, телеутский, теленгитский диалекты)                                                                                                   |

## Горно-алтайские языки
Горно-алтайские (центрально-восточные) языки традиционно причисляются к восточнотюркским и сравниваются прежде всего с хакасскими. Альтернативная трактовка: сходство вторично, языки эти родственны карлукским и кыпчакским.

## Саларский язык
Огузский саларский язык причислялся к восточнотюркским (саянским) из-за восточнотюркских заимствований, в частности, jalaŋ adax 'босой', но ajax 'нога'; adyğ 'медведь'.

## Статус группы
Равно как и западнотюркские языки, восточнотюркские не являются сугубо генеалогическим таксоном. Различия между восточными и западными тюркскими проявляются в морфологических, лексических, фонетических особенностях, в религии (носители восточных тюркских, в основном, не являются мусульманами).

### Восточнотюркские языки в работах современных исследователей
Восточнотюркские как таксон признаются в классификации О. А. Мудрака, фигурируя как сибирские тюркские. Сибирские разделяются на якутские и саянские, с одной стороны, и хакасские и горно-алтайские (в их числе киргизский), с другой.
У М. Т. Дьячка и А. В. Дыбо восточнотюркские как таксон отсутствуют, в частности, утверждается отсутствие специфической близости якутских и саянских.